# Смолярик південний
Смоля́рик південний (Myrmecocichla formicivora) — вид горобцеподібних птахів родини мухоловкових (Muscicapidae). Мешкає в Південній Африці.

## Таксономія
Південний смолярик був науково описаний Джоном Уїлксом, автором «Encyclopaedia Londinensis» в 1817 році, в 16 томі вищезгаданого видання. Уїлкс дав новому виду назву Motacilla formicivora. Деякі дослідники, зокрема Антон Райхенов у своїй праці «Die Vögel Afrikas» помилково вважали автором таксону Луї В'єйо. Голотип походив з Південної Африки, з місцевості біля річок Сандейз і Сварткопс. В 1850 році німецький орнітолог Жан Луї Кабаніс вказав південного смолярика як типовий вид нового роду Смолярик (Myrmecocichla). Деякі дослідники вважають, що південний смолярик є конспецифічним з бурим смоляриком. Підвидів не виділяють.

## Опис
Довжина птаха становить 17-18 см, вага 35-51 г. Згідно Райхенову, довжина крила птаха становить 95-103 мм, довжина хвоста 65-70 мм, довжина дзьоба 19-20 мм, довжина цівки 33-36 мм. Забарвлення загалом темно-коричневе. Під час польоту на крилах помітна біла смуга, сформована плямами на першорядних махових перах. У самців на плечах є білі плями. Самиці і молоді птахи мають дещо світліше забарвлення, плями на плечах у них відсутні.

## Поширення і екологія
Південні смолярики мешкають в Південно-Африканській Республіці, Намібії, Ботсвані, Лесото і Есватіні. На території Зімбабве птах був помічений двічі. За BirdLife International, площа ареалу поширення виду становить 2,09 км². Південні смолярики живуть на відкритих луках, в заростях напівсухих чагарників, на порослих травою нагір'ях та на відкритих саванах.

## Раціон
Південні смолярики живляться переважно мурахами і термітами, а також жуками, прямокрилими, клопами, гусінню, тисячоніжками, сольпугами і дрібними плодами. Влітку вони поллють на комах з гілок, а взимку шукають здобич на землі.

## Розмноження
Сезон розмноження триває з вересня по грудень у Ботсвані та з серпня по квітень в ПАР. Південні смолярики гніздяться в норах в землі, глибина яких становить 30-150 см. Вони самостійно викопують нори серед піщаних схилів або використовують нору трубкозубів (Orycteropus afer). Нору копають і самець, і самиця; процес займає від 8 до 10 днів. Гніздо неглибоке, робиться з сухих трав і корінців. В кладці від 2 до 7 яєць (зазвичай 3), розміром 25×19 мм. Насиджує яйця лише самиця, інкубаційний період триває 14-15 днів. Пташенята покидають гніздо на 15-18 день. Батьки продовжують піклуватися про них ще протягом 7-10 днів. Після цього молоді птахи ще деякий час продовжують використовувати гніздову нору як сховище і місце для відпочину. Іноді вони залишаються жити поблизу нори на тривалий час. Були помічені випадки, коли у піклуванні за пташенятами брали участь їх брати з минулорічного виводка.

## Збереження
Через широке поширення виду і велику популяцію, МСОП класифікує цей вид як такий, що не потребує особливих заходів зі збереження. Популяція південних смоляриків є стабільною. Це досить поширений вид птахів на більшій частині свого ареалу, за винятком сходу, де південні смолярики є рідкісними.
Південні смолярики іноді стають жертвами гніздового паразитизму з боку великих воскоїдів.

## Галерея

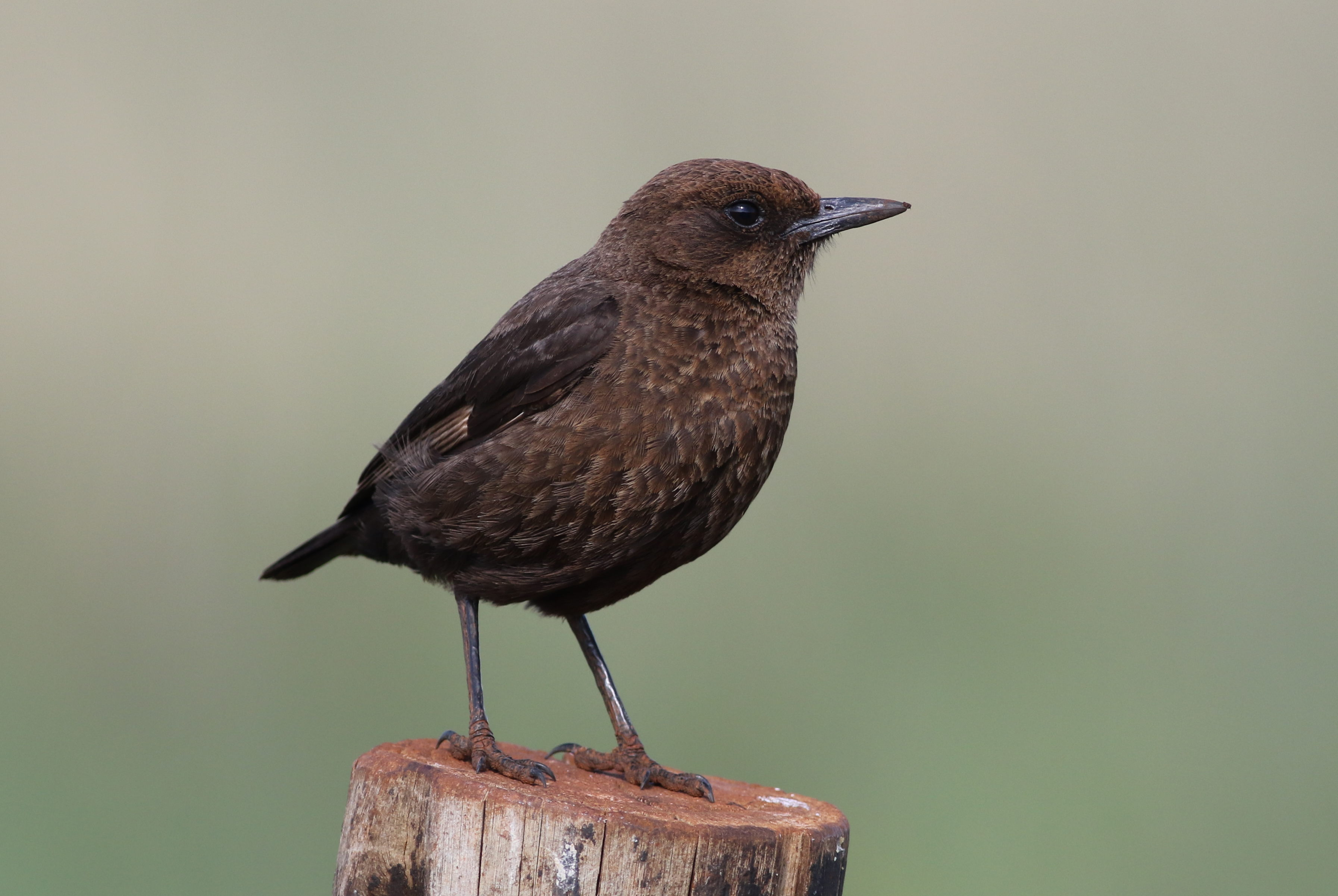
Самець
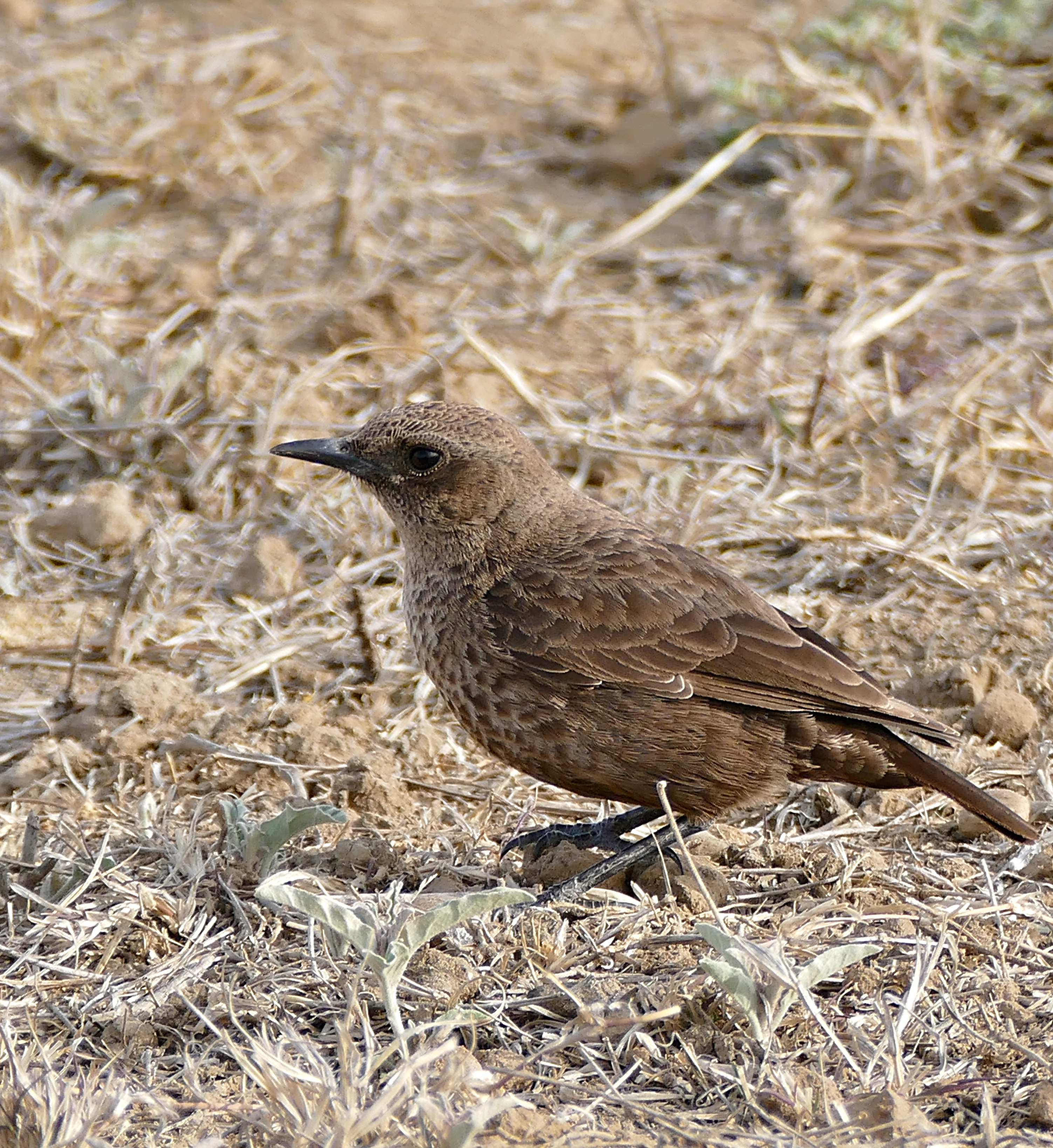
Самиця